# 621년

## 연호
- 당(唐) 무덕(武德) 4년
- 신라(新羅) 건복(建福) 38년

## 기년
- 당(唐) 고조(高祖) 4년
- 신라(新羅) 진평왕(眞平王) 43년
- 고구려(高句麗) 영류왕(榮留王) 4년
- 백제(百濟) 무왕(武王) 22년

## 탄생
- 백제(百濟)의 태자(太子) 선광왕(禪廣王,善光王)